# دوندورف
دوندورف (به آلمانی: Donndorf) یک شهر  در آلمان است که در تورینگن واقع شده‌است. دوندورف ۸۳۴ نفر جمعیت دارد.